# Enytus albipes
Enytus albipes là một loài tò vò trong họ Ichneumonidae.